# 고자 (사상가)
(告子, 기원전 420년(추정) ~ 기원전 350년(추정))는 중국 전국 시대의 사상가이다. 이름은 불해(不害)다. 고자의 사적에 대해서는 잘 모르나, 인간성 이해에 대한 맹자와의 논쟁이 《맹자》 속에 인용되고 있어, 그의 사상을 약간이나마 알 수 있다. 
고자는 생(生)을 성(性)이라 한다든가, 식(食)과 색(色)은 성(性)이라고 하여, 타고난 기질 그대로의 식욕과 성욕이라고 하는 동물과 같은 생리적인 욕구의 현상을 성이라고 생각하였다. 그 결론으로서, 그는 성은 선(善)도 악(惡)도 아니라는 것이다. 그런데 맹자는 인간에게는 동물과 다른 무엇이 있을 것이며, 그것이 인간의 타고난 도덕성, 즉 인의(仁義)라 하여 동물과 구별하려고 하였다. 
다시 고자에 따르면, 본성은 비유컨대 재료의 나무이며, 인의는 만들어진 바구니 같은 그릇이다. 인간이 인의를 행하는 것은 나무의 재료로 굽혀서 만들어진 기구와 같은 것이라 했다. 또 본성을 굽이치는 물에 비유하여, 동쪽으로 흐르게 하면 동쪽으로 흐르고, 서쪽으로 흐르게 하면 서쪽으로 흐르는 것과 같이, 본성은 처음부터 선이라고도 악이라고도 할 수 없다고 하였다. 또 자기의 아우는 사랑하지만, 타인의 아우는 사랑하지 않는다고 하는 따위의 차이가 있는 그것은, 그것이 내적 감성을 주로 하기 때문이며, 연장자를 존경할 경우 타인이라도 존경하는 것은 그것이 외적 사실을 주로 하기 때문이라고 말하며, 인(仁) 은 선천적으로 갖추어진 것을 인정하지만, 의는 어디까지나 후천적으로 습득되는 것이라고 주장하였다. 
이런 주장들은 맹자가 관념적 입장에 선 종교적 천(天)의 위치에서 인간성을 이해하고 있는 것과 날카롭게 대립되는 것이다. 그래서 두 사람의 의논은 끝까지 평행선을 이루었다.

## 참고 자료
- 이 문서에는 다음커뮤니케이션(현 카카오)에서 GFDL 또는 CC-SA 라이선스로 배포한 글로벌 세계대백과사전의 내용을 기초로 작성된 글이 포함되어 있습니다.